# Pound Cake

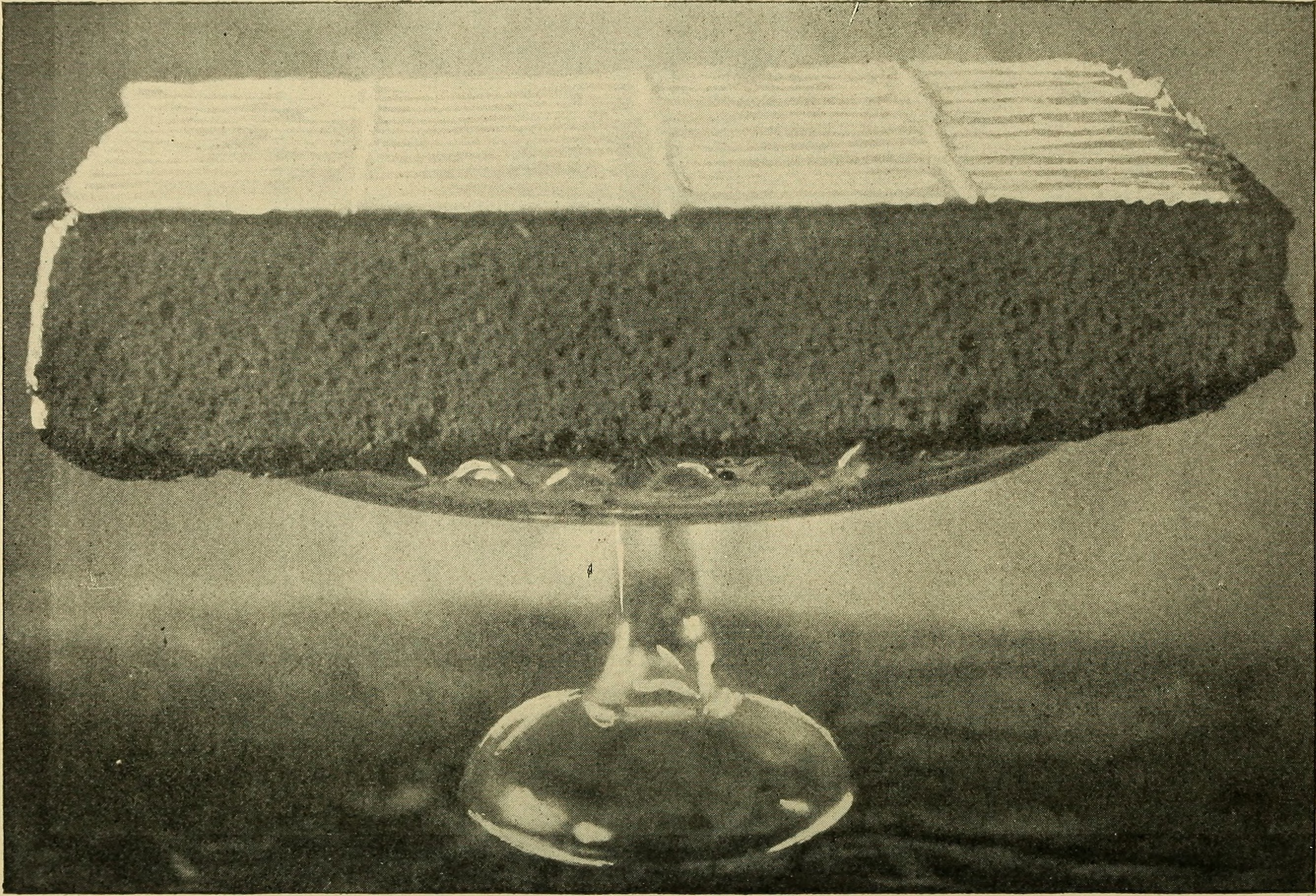
Pound cake (in: The pride of the household; the bakers’ complete management – 1900, Seite 92)

Pound Cake ist ein ursprünglich britischer Rührkuchen, der wahrscheinlich um 1600 erfunden wurde. Der Name ergibt sich aus dem Anteil der Zutaten: je ein Pfund (englisch: pound) Mehl, Zucker, Butter und Eier. Das Rezept und der Begriff wurden ins Deutsche als Pfundkuchen übernommen, auch als Altdeutscher Rührkuchen oder Gleichschwer bekannt. Demselben Prinzip folgen der französische Quatre-quarts und der deutsche Eischwerkuchen. Europäische Auswanderer trugen das Rezept auch in die USA.

## Geschichte
Pfundkuchen waren früher große „dichte“ Kuchen, die aufgrund ihrer Zusammensetzung sehr saftig und bei Raumtemperatur lange haltbar waren. In Großbritannien bezeugen historische Rezeptbücher um die Wende zum 17. Jahrhundert die Tradition von pound cakes. Londoner Kochbücher wurden auch ins Deutsche übersetzt und der pound cake wurde ans Deutsche als Pfundkuchen adaptiert.
Im 18. Jahrhundert gelangte der Pfundkuchen, der eigentlich ein kleiner plum cake ohne Früchte war, aus England in die USA. Im Kochbuch American Cookery aus dem Jahr 1796 steht das erste von einer Amerikanerin geschriebene Rezept für einen Klassiker der amerikanischen Küche  – der Poundcake. Bee Wilson zeigt in Am Beispiel der Gabel: Eine Geschichte der Koch- und Esswerkzeuge, dass in Amerika das Messen mit Tassen (cups) statt mit einer Küchenwaage um 1796 noch nicht gängig war, und dass der poundcake, auch lange nachdem sich die Tassen durchgesetzt hatten, beliebt ist.
1891 widmete Fanny Lemira Gillette den Gattinnen der Präsidenten Das Weiße Haus Kochbuch. In der ins Deutsche übersetzten Ausgabe von 1899 sind vier Rezepte von Pfundkuchen enthalten: der englische, der einfache und je ein Pfundkuchen mit Kokosnuss bzw. Citronat; wobei man beim Rezept Einfacher Pfund-Kuchen lesen kann:

„Dies ist das wohlbekannte Recept, welches unsere Mütter gebrauchten, und der danach gemachte Kuchen kann Wochen lang gehalten werden in einem irdenen Topfe wohl zugedeckt, und wenn man ihn vor dem Zudecken mit in Brandy getauchtem Briefpapier belegt.“

## Zubereitung
Das Rezept hat sich über die Jahrhunderte nicht geändert: Für einen Pfundkuchen wird eine Teigmasse aus Mehl, Zucker, Butter und Eiern zu gleichen Teilen hergestellt. Nach Belieben werden Trockenfrüchte oder Kakao hinzugefügt. Die Herstellung war früher eine intensive Arbeit, da der Teig mindestens eine Stunde lang mit einem Holzlöffel geschlagen werden musste. In einem echten Pfundkuchen wird kein chemisches Backtriebmittel verwendet. Auch beim Quatre-quarts und Eischwerkuchen werden die Hauptzutaten zu gleichen Teilen nach dem Gewicht der verwendeten Eier abgemessen.